# Meinheimer Mühlbach
Der Meinheimer Mühlbach ist ein rechter Zufluss der Altmühl beim namensgebenden Ort Meinheim im mittelfränkischen Landkreis Weißenburg-Gunzenhausen.

## Geographie

### Verlauf
Der Meinheimer Mühlbach entspringt in einem quellreichen Gebiet im Naturpark Altmühltal nördlich des Dürrenbergs und südlich des Gelben Bergs auf einer Höhe von 542 m ü. NHN am Ostfuß des Hahnenkamms, etwa zwischen Heidenheim im Südwesten und Kurzenaltheim im Nordosten. Der Bach fließt zunächst in eine nordöstliche Richtung und durchquert eine weite Offenlandschaft im Tal der Altmühl. Neben zahlreichen kleineren Quellflüssen nimmt der er von links den Talgraben auf, anschließend durchfließt er, teils kanalisiert, Kurzenaltheim. Von da fließt der Meinheimer Mühlbach in eine östliche Richtung. Zwischen Kurzenaltheim und Meinheim nimmt er von rechts seinen längsten Zufluss auf, den Wolfsbronner Mühlbach. Er durchfließt anschließend Meinheim, wo er durch den Kernort parallel weitestgehend zur Hauptstraße und zur Römerstraße sowie unmittelbar an der Wunibaldskirche vorbeifließt und die Kreisstraße WUG 34 unterquert. Er fließt dann an der Oberen und Unteren Blosenmühle vorbei und unterquert zwischen beiden Mühen die Staatsstraße 2230 sowie hinter beiden Mühlen die Bahnstrecke Würzburg-Treuchtlingen. Der Meinheimer Mühlbach mündet nach einem Lauf von rund sieben Kilometern am Schnittpunkt der Gemeindegrenze zu Alesheim und Markt Berolzheim auf einer Höhe von 410 m ü. NHN nordwestlich von Trommetsheim und unweit von Fischerhaus von rechts in die Altmühl, die hier eine breite Aue bildet, die nach starken Regenfällen von den Wassermassen der ausufernden Altmühl überschwemmt wird. Unweit nördlich mündet auch der Störzelbach in die Altmühl.

### Zuflüsse
Von der Quelle zur Mündung. Auswahl:
- Talgraben, von links vor Kurzenaltheim
- Wolfsbronner Mühlbach, von rechts kurz vor Meinheim
- Lettengraben, von rechts in Meinheim